# Нигмаджанов, Гильман Вильданович
 Нигмаджанов Гильман Вильданович (баш. Ниғмәтйәнов Ғилман Вилдан улы, 22 марта 1911, д. Тукмаклы, Уфимская губерния, Российская империя — 18 июня 1989, г. Уфа) — видный государственный деятель РБ, председатель Президиума Верховного Совета БАССР (1946—1950). Председатель Госплана Башкирской АССР. Депутат Верховного Совета республики 2-го, 4-го, 5-го, 6-го, 7-го, 8-го созывов, депутат Верховного Совета СССР 2-го созыва.

## Биография
Нигмаджанов Гильман Вильданович родился 22 марта 1911 г. в деревне Тукмаклы Уфимской губернии Российской империи (ныне — в Архангельском районе Республики Башкортостан). В семье было пятеро детей. Учился Гильман в сельской школе в селе Валентиновка, затем в Уфе в землеустроительном техникуме.
В 1935 году окончил Куйбышевский планово-экономический институт. Член ВКП(б) с 1938 года.
Место работы: с 1935 года — экономист, руководитель группы, начальник сектора районного планирования Госплана Башкирской АССР, с 1938 по 1942 года — заместитель, затем председатель Госплана Башкирской АССР (1941, 1952), председатель Президиума Верховного Совета БАССР (1946—1950).
В 1949 году Нигмаджанов защитил кандидатскую диссертацию в Московском Энергетическом институте (председателем комиссии был Г. Кржижановский).
В начале пятидесятых годов Гильман Вильданович был обвинён в том, что его отец в годы войны был в деревне муллой, а он — сын не препятствовал этому и не сообщил об этом в обком партии. В результате Нигмаджанов был снят со всех должностей (в 1952 году вновь назначен).
В 1950—1952 годах Гильман Вильданович работал старшим научным сотрудником Уфимского нефтяного научно-исследовательского института. С 1952 по 1958 годы он вновь работал председателем Госплана Башкирской АССР.
В 1958 году был переведен на должность заместителя Председателя Совета Министров БАССР.
Семья: жена Ракия Хабибрахмановна — врач, дочь Суфия Гильмановна — профессор, заслуженный деятель искусств республики, заслуженный работник высшей школы Российской Федерации, один из ведущих театральных критиков, автор книг по истории башкирского театра, сын Булат Гильманович — инженер-дорожник.

## Память
В 2006 году в Уфе на доме, где жил Нигмаджанов Гильман Вильданович установлена мемориальная доска государственному деятелю РБ Гильману Нигмаджанову.

## Награды и звания
Орден Ленина (22.03.1949), два ордена Трудового Красного Знамени (1944, 1971), два ордена «Знак Почета» (1957, 1966), две медали.